# Parafia Nawiedzenia Najświętszej Maryi Panny w Medyni Głogowskiej
Parafia Nawiedzenia Najświętszej Maryi Panny w Medyni Głogowskiej − parafia rzymskokatolicka znajdująca się w diecezji rzeszowskiej w dekanacie Sokołów Małopolski. Erygowana w 1718 roku.